# Robert-Koch-Forum

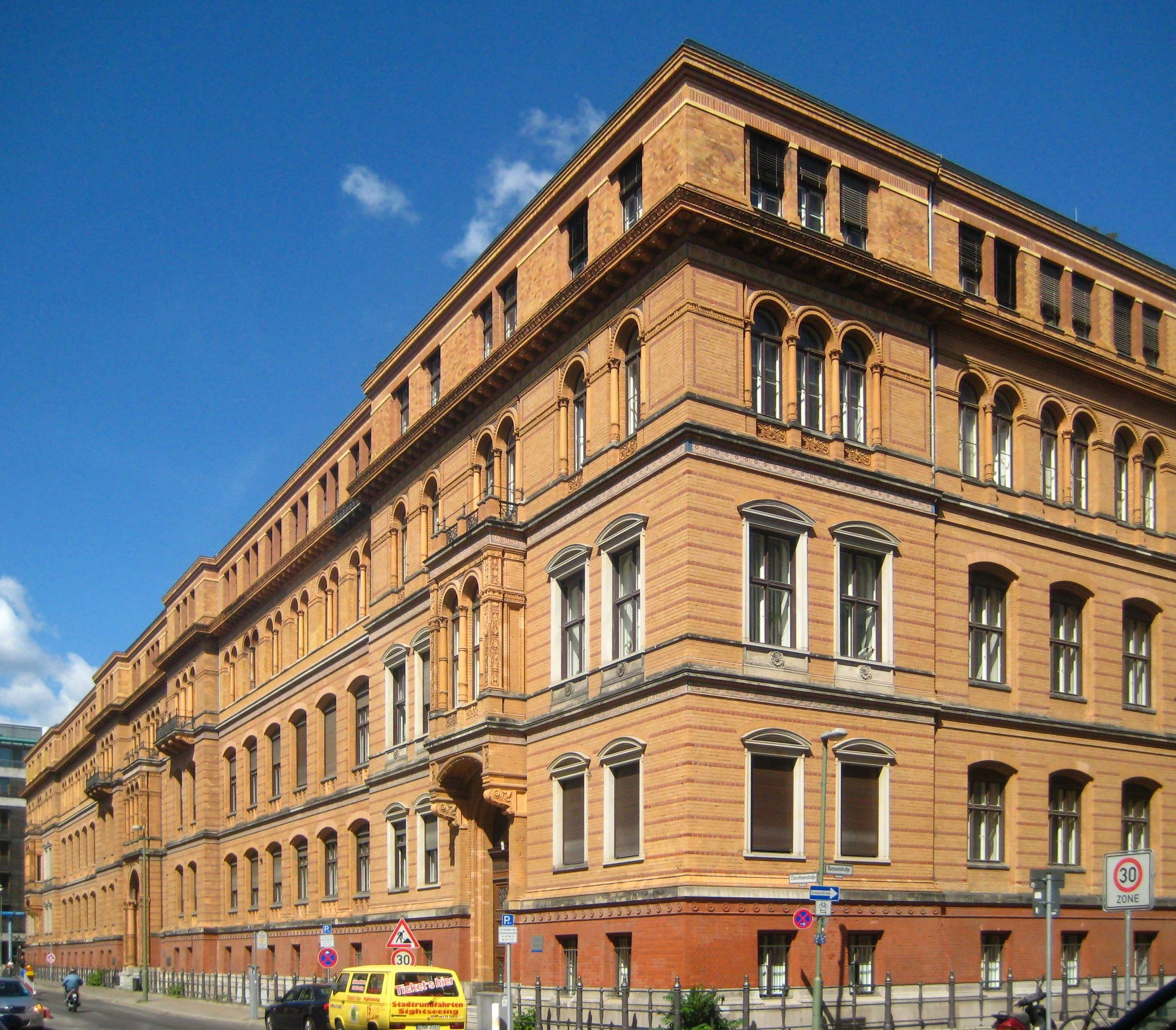
Gebäude der ehemaligen Naturwissenschaftlichen und medizinischen Institute der Königlichen Universität Berlin in der Dorotheenstraße Ecke Bunsenstraße

Das Robert-Koch-Forum (kurz RKF) ist ein Gebäudekomplex im Berliner Ortsteil Mitte, der als Gesamtanlage unter der Bezeichnung Naturwissenschaftliche und medizinische Institute der Königlichen Universität Berlin unter Denkmalschutz steht. Die einheitlich in spätklassizistischen Formen gestalteten Bauwerksteile gelten als „Architekturjuwel des 19. Jahrhunderts“ und werden „zu den baukünstlerisch bedeutenden Bauten der Schinkel-Nachfolge“ gezählt. Die Gesamtanlage befindet sich im Regierungsviertel und umfasst die Dorotheenstraße 94 und 96, Bunsenstraße 1, Reichstagufer 8 und Wilhelmstraße 67.
Der seit 2007 als Forum bezeichnete Baukomplex ist Eigentum des Landes Berlin (Sondervermögen für Daseinsvorsorge) und soll nach Abschluss der Sanierungsarbeiten ab 2025 als Hauptmieter die Privatuniversität Hertie School beherbergen.[veraltet] Seit 2017 befindet sich das Einstein Center Digital Future im Gebäudeteil Wilhelmstraße 67.

## Geschichte

### Überblick
Der Gebäudekomplex wurde von 1873 bis 1883 auf Initiative des Physikers Hermann von Helmholtz zur Unterbringung der damals bestehenden naturwissenschaftlichen, medizinischen und technischen Institute der Friedrich-Wilhelms-Universität (seit 1949 Humboldt-Universität zu Berlin) errichtet.
Als bedeutender Forscher war der Mediziner und spätere Namensgeber Robert Koch dort tätig. Er stellte am 24. März 1882 im großen Hörsaal die Entdeckung des Tuberkulose-Erregers Mycobacterium tuberculosis vor der Physiologischen Gesellschaft zu Berlin vor. Im Jahr 1905 erhielt Koch für diese Entdeckung den Nobelpreis für Physiologie oder Medizin. In dem Gebäudekomplex befanden sich u. a. auch Arbeitsstätten der Physiker Max Planck, James Franck und Gustav Hertz, Walther Nernst und Wilhelm Wien.

### Bau und Erweiterung

Naturwissenschaftliche und medizinische Institute in einem Stadtplan von 1893 (im grünen Oval)

Auf der damals 7763 m² großen Baufläche, südlich von der Dorotheenstraße (seit 1822), westlich von der Wilhelmstraße (bis 1964: Neue Wilhelmstraße), nördlich vom Reichstagufer (seit 1882) und östlich von der Bunsenstraße (bis 1892: Schlachthausgasse) begrenzt, befanden sich im 18. und 19. Jahrhundert Teile der beidseits der Dorotheenstraße gelegenen Königlichen Artillerie-Werkstatt. Die Artillerie-Werkstatt wurde entsprechend ab 1852 erfolgten Planungen des königlichen Kriegsministeriums nach Abschluss der 1862 begonnenen Erweiterungsbauten am Standort der Königlich Preußischen Gewehrfabrik in Spandau bis Ende 1868 vollständig dorthin verlegt. Ursprünglich wollte die Militärverwaltung die von der Artillerie-Werkstatt belegten Grundstücke zur Refinanzierung der Kosten für die neue Werkstatt in Spandau verkaufen. Später nahm man von diesem Vorhaben Abstand, da die Grundstücke als sehr zweckmäßig für verschiedene notwendige Bedürfnisse der Zivilverwaltung angesehen worden sind. Nach Vornahme einer Ausgleichszahlung wurden die Grundstücke der Zivilverwaltung übertragen. Das nördlich der Dorotheenstraße gelegene Grundstück ist Anfang 1872 gemeinschaftlich an das Ministerium für Landwirtschaft, Domänen und Forsten und das Ministerium der geistlichen, Unterrichts- und Medizinalangelegenheiten abgetreten worden.

Naturwissenschaftliche und medizinische Institute am Reichstagufer vor der Aufstockung und mit dem im Zweiten Weltkrieg zerstörten Physikalischen Institut (vor 1897)

Die Entwürfe für die Universitätsgebäude stammten von Paul Emmanuel Spieker, der bereits mit dem Bau der Universitätsbibliothek bekannt geworden war. Ihm zur Seite standen die Bauinspektoren und Bauleiter Karl Albert Fritz Zastrau, Moritz Hellwig und Friedrich Kleinwächter. Auf dem trapezförmigen Gelände zwischen Dorotheenstraße und Reichstagufer entstand in den Jahren 1873 bis 1883 der Gebäudekomplex in einem Nord- und einem Südflügel für die naturwissenschaftlichen, medizinischen und technischen Institute der Friedrich-Wilhelms-Universität. Zuerst, 1873 bis 1877, wurde das Physiologische Institut an der Dorotheenstraße 96 (damals Nr. 35) fertiggestellt, ihm folgte der große Hörsaal als hofseitiger Anbau an das Gebäude sowie die Direktorenwohnungen an der südwestlichen Ecke. Im Jahr 1878 waren die Bauten des Physikalischen Instituts an der Ecke Reichstagufer/Wilhelmstraße bezugsfertig. In einer zweiten Bauphase von 1879 bis 1883 wurden das Pharmakologische Institut an der Dorotheenstraße 94 (damals Nr. 34A) Ecke Bunsenstraße und die Institute an der Bunsenstraße errichtet.
Aufgrund weiteren Raumbedarfes nach 1900 erfolgte eine Aufstockung der ursprünglich zwei- bis dreigeschossigen Bauten. Den Erweiterungsbau für das Chemische Institut in der Bunsenstraße hat der Architekt Georg Thür 1907 bis 1908 den Bauten von 1883 architektonisch angepasst.

### Zwischen 1942 und 1990
Die Bauten des Physikalischen Instituts wurden im Zweiten Weltkrieg stark zerstört und bis auf das Eckgebäude an der Bunsenstraße nach 1955 abgetragen.
In das ehemalige Physiologische Institut zog in den 1960er Jahren das Institut für Medizinische Mikrobiologie, Virologie und Epidemiologie ein, das frühere Direktorenwohnhaus an der westlichen Ecke des Komplexes wurde Sitz des Hygiene-Instituts der DDR und an der Ostecke arbeitete das Institut für Pharmakologie und Toxikologie. Der erhaltene Teil des Physikalischen Instituts diente als II. Chemisches Institut der HU.

### Im wiedervereinigten Berlin
Nach der deutschen Wiedervereinigung und dem beschlossenen Bonn-Berlin-Gesetz ließ die Fernseh-Sendeanstalt ARD auf der Fläche des nicht wieder aufgebauten Physikalischen Instituts ab 1996 das ARD-Hauptstadtstudio errichten, das im Mai 1999 eröffnete. An der Gebäudefront des ARD-Hauptstadtstudios befindet sich seit dem 16. April 1999 eine Gedenktafel, die eine Reihe von Nobelpreisträgern und anderen Physikern von Weltrang benennt, die das Physikalische Institut einst berühmt gemacht hatten, unter ihnen Max Planck, James Franck, Gustav Hertz, Walther Nernst und Wilhelm Wien.
Im Jahr 2006 übergab die Charité das erhaltene Bauensemble an den Liegenschaftsfonds Berlin, der auf die Veräußerung von landeseigenen Immobilien abzielte. Ab 2007 bot dieser die Immobilie unter der Bezeichnung Robert-Koch-Forum am Markt an und präsentierte sie im Oktober des Jahres auf der international frequentierten Fachmesse Expo Real in München. Im September 2009 verkaufte der Liegenschaftsfonds das „teuerste Grundstück aus dem Bestand der Charité“ an die Arcadia Berlin Stiftung gemeinnützige GmbH, eine Schwesterstiftung des wohltätigen britischen Arcadia Fund. Die Stiftung der schwedischen Historikerin und Tetra-Pak-Erbin Lisbet Rausing und des US-amerikanischen Geschichtsprofessors Peter Baldwin beabsichtigte im Robert-Koch-Forum eine private Hochschule anzusiedeln. Nach dem Verkauf musste das zuvor im ersten Stock beheimatete Robert-Koch-Museum ausziehen. Die Charité konnte das Gebäude noch bis September 2012 mietfrei nutzen. Die Pläne der Stiftung schlugen jedoch fehl, so dass das Land Berlin den denkmalgeschützten Komplex im Jahr 2016 zum nahezu unveränderten Preis von rund 15 Millionen Euro zurückkaufte.
Im September 2013 fotografierte der Architekturfotograf Amaury Wenger das leerstehende Robert-Koch-Forum. Diese Atmosphäre war namensgebend für die im Jahr 2015 eröffnete Fototechnik-Ausstellung Beyond the blinds (‚Hinter den Jalousien‘) im Deutschen Technikmuseum, die 17 dieser Fotografien zeigte.
Im März 2017 zog in einen bereits sanierten Gebäudeteil (Wilhelmstraße 67 mit 2180 m² Nutzungsfläche) die Geschäftsstelle des öffentlich geförderten Einstein Center Digital Future ein. Im August/September 2017 wurde das Grundstück Wilhelmstraße 67 dem Sondervermögen für Daseinsvorsorge (SODA) zugeordnet, um es als strategisch wichtiges Gebäude langfristig im Eigentum des Landes Berlin zu sichern.
Im Sommer 2025 soll die bislang an der Friedrichstraße befindliche private Hochschule Hertie School mit mehr als 900 Studierenden, Professoren und Beschäftigten als Hauptmieter 10.500 der 12.500 m² beziehen. Das Nutzungskonzept des Robert-Koch-Forums umfasse unter anderem gut 25 Seminarräume, eine Bibliothek mit 80 Plätzen, die zwei vorhandenen historischen Hörsäle und einen neuen variablen Veranstaltungssaal mit 300 Plätzen. Zudem soll das Einstein Center Digital Future mehr Platz erhalten und der Universitätsverbund Berlin University Alliance der drei Berliner Universitäten (FU, HU und TU) Geschäftsräume beziehen. Zu diesem Zweck soll der historische Gebäudekomplex von der landeseigenen BIM Berliner Immobilienmanagement für 42,5 Millionen Euro saniert werden. Den Zuschlag für die ausgeschriebene Gesamtsanierung erhielt das Architekturbüro Eller + Eller Architekten GmbH. Es sollen sämtliche Bauschäden behoben, Schadstoffe beseitigt und die Technik der rund 13.920 m² Brutto-Grundfläche großen Gebäude erneuert werden. Die Hauptumbauarbeiten begannen im Februar 2020 und sollen bis 2024 abgeschlossen sein.[veraltet]

## Architektur

Grundriss des Erdgeschosses (vor 1897)

Grundriss des ersten Stockwerks (vor 1897)

Der stattliche Gebäudekomplex nahe dem historischen Kern der Charité stellte den größten Institutsneubau für die Wissenschaft des damaligen Kaiserreichs dar. Der Komplex ist einheitlich in spätklassizistischen Formen nach dem Vorbild der Schinkelschen Bauakademie gestaltet. Die Gebäude wurden als massive Mauerwerksbauten mit Kappen- und Gewölbedecken errichtet. Die Dächer sind durchweg mit Zinkwellblech auf Schalung eingedeckt.
Die in antikisierenden Formen entworfenen Fassaden sind durch Vorbauten und über den Seiteneingängen durch Erker gegliedert. Der Sockel ist mit Belgisch Granit verblendet, darüber befindet sich eine in warmen roten und braungelben Ton gehaltene Ziegelverblendung. Die braungelben Ziegelflächen werden durch waagerechte dunklere Schichten belebt. Der mächtige Baukörper auf einem Sockelgeschoss wird durch Friesbänder mit Ornamenten aus farbigen Mettlacher Platten sowie vielfältigen Bauschmuck mit Profilsteinen und Terrakotta-Reliefplatten an Gesimsen, Einfassungen und Brüstungsfeldern aufgelockert.
Von den Bürgersteigen (Gehwegen) sind die Gebäude durch einen mit Brüstungsgittern eingefriedeten Isoliergraben getrennt, der die vom Straßenverkehr ausgelösten Erschütterungen von den Arbeitsräumen in den Instituten fernhalten sollte.
Die gusseiserne Treppe im Inneren des ehemaligen Physiologischen Instituts ist mit Geländern in Palmetten-Motiven geschmückt; der große Hörsaal mit umlaufender Arkadengalerie und Oberlicht sowie viele weitere Ausstattungsdetails bezeugen die außergewöhnliche kunsthandwerkliche Qualität der erhaltenen Innenausstattung. In zwei Erdgeschossräumen mit fast vollständig erhaltener bauzeitlicher Möblierung befindet sich eine für Robert Koch eingerichtete Gedenkstätte.
Die späteren Erweiterungsarbeiten sind an dem aufgesetzten Attika-Geschoss gut zu erkennen, dessen Fenster kleinteiliger ausgeführt sind. Ein auffälliges Bauelement ist die Gebäudemitte mit zwei flachen Risaliten, auf die sich ein Erker abstützt. Dazwischen befindet sich das rundbogige Hauptportal, erreichbar über fünf Stufen. Über der mit Schnitzereien und Schmiedearbeiten verzierten Tür befindet sich ein Berliner Balkon. In den Portalzwickeln sind Porträtmedaillons des Mediziners Albrecht von Haller und des Mediziners und Naturphilosophen Johannes Müller eingearbeitet.